# Maquiladora

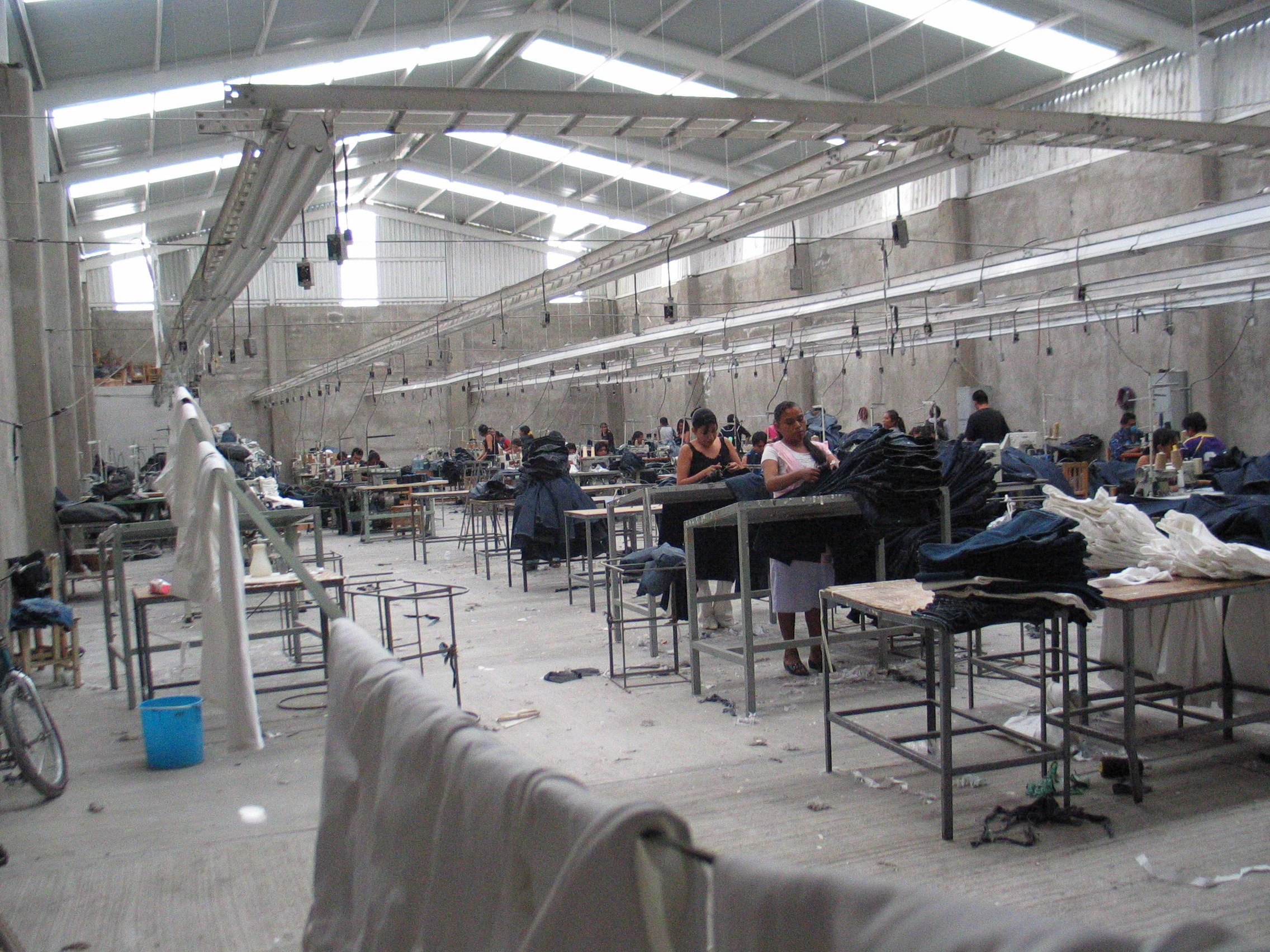
Una maquiladora in Messico

Le maquiladoras (o maquila) sono stabilimenti industriali posseduti o controllati da soggetti stranieri, in cui avvengono trasformazioni o assemblaggi di componenti temporaneamente esportati da paesi maggiormente industrializzati in un regime di duty free ed esenzione fiscale. I prodotti assemblati o trasformati dovranno successivamente essere esportati all'estero.
Questo fenomeno è caratteristico tra il Messico e gli Stati Uniti.
Le maquiladoras risalgono al 1964, quando il governo messicano introdusse il Programa de Industrialización Fronteriza ("Programma di industrializzazione delle frontiere"). Programmi e leggi specifiche hanno fatto crescere rapidamente l'industria della maquila messicana.

## Storia
Dal 1942 al 1964, il programma Bracero (il risultato di una serie di leggi e accordi diplomatici avviati quando gli Stati Uniti firmarono il Mexican Farm Labor Agreement con il Messico) ha consentito agli uomini con esperienza agricola di lavorare nelle fattorie statunitensi su base stagionale e la sua fine ha inaugurato una nuova era per lo sviluppo del Messico. Il Border Industrialization Program (BIP) è iniziato nel 1965 e ha permesso di ridurre le restrizioni e i dazi su macchinari, attrezzature e materie prime. Prima di questo programma, il PRONAF, un programma di confine nazionale per lo sviluppo di infrastrutture come la costruzione di strade, parchi, elettricità, acqua, la costruzione di fabbriche e la pulizia delle città di confine, ha contribuito a migliorare la situazione lungo il confine tra Stati Uniti e Messico. Con il BIP, le imprese straniere hanno potuto utilizzare le fabbriche costruite sotto PRONAF per importare materie prime ed esportare merci a un costo inferiore rispetto ad altri paesi. Uno degli obiettivi principali del programma di industrializzazione delle frontiere era attrarre investimenti stranieri.
Nel 1989, il governo federale ha messo in atto procedure e requisiti specifici per le maquilas ai sensi del "Decreto per lo sviluppo e il funzionamento dell'industria maquiladora". Dopo la crisi del debito messicano del 1980, l'economia si è liberalizzata e gli investimenti esteri sono aumentati. Le professioni che si svolgevano in fabbrica iniziarono a lasciare il Messico centrale e gli operai seguirono la tendenza del mercato e si spostarono anch'essi verso le maquilas nel nord e al confine. Nel 1985, le maquiladoras superarono il turismo come principale fonte di mercato valutario e dal 1996 sono state la seconda industria più grande del Messico dopo l'industria petrolifera.
Circa l'80% delle maquilas dell'America centrale sono legate all'industria dell'abbigliamento.

### NAFTA
Con l'introduzione del NAFTA nel 1994, il Messico settentrionale è diventato una zona di elaborazione delle esportazioni. Ciò ha consentito alle multinazionali degli Stati Uniti di produrre prodotti a basso costo. Le corporazioni potevano utilizzare una maquila per importare materiali e produrre un bene a un prezzo inferiore rispetto agli Stati Uniti, concedendo ai lavoratori messicani salari più bassi e pagando meno dazi. I messicani lavorano per circa un sesto della tariffa oraria degli Stati Uniti. Durante i cinque anni precedenti al NAFTA, l'occupazione nelle maquila era cresciuta a un tasso del 47%; questa cifra è aumentata all'86% nei successivi cinque anni. Anche il numero di fabbriche è aumentato notevolmente. Tra il 1989 e il 1994 sono stati aperti 564 nuovi stabilimenti; nei cinque anni successivi sono stati aperti 1460 stabilimenti. Tuttavia, la crescita della maquiladora è in gran parte attribuibile alla crescita della domanda statunitense e alla svalutazione del peso, non al NAFTA stesso. Negli anni '70, la maggior parte delle maquiladoras si trovava intorno al confine tra Messico e Stati Uniti.

### Gli anni 2000
Un rapporto della Federal Reserve del 2011 ha indicato che l'industria delle maquiladora influisce sull'occupazione nelle città di confine degli Stati Uniti nei settori dei servizi. Sebbene l'industria delle maquiladora abbia sofferto a causa della recessione dei primi anni 2000, le maquiladoras costituivano il 54% del commercio USA-Messico nel 2004 e nel 2005 le esportazioni di maquiladora rappresentavano la metà delle esportazioni del Messico. Negli anni 2000, l'industria della maquila ha affrontato la concorrenza a causa dell'aumento di altri paesi con disponibilità di manodopera a basso costo, tra cui Malesia, India e Pakistan. La più grande minaccia proveniva dalle aree economiche speciali della Cina.
Il programma IMMEX, che consente ai produttori stranieri di importare materie prime e componenti in Messico, esenti da tasse e dazi a condizione che il 100% di tutti i prodotti finiti venga esportato fuori dal Messico entro un dato lasso di tempo, ha portato a una crescita significativa nel settore. I rapporti indicano che le esportazioni sono aumentate tra il 2005 e il 2017 da 210 miliardi a 419 miliardi di dollari.

## Crescita e sviluppo
Durante la seconda metà degli anni '60, le industrie maquiladora si espansero rapidamente geograficamente ed economicamente e nel 1985 erano diventate la seconda fonte di reddito dalle esportazioni del Messico, dietro al petrolio. Dal 1973, le maquiladoras hanno anche rappresentato quasi la metà dell'assemblea di esportazione del Messico. Tra il 1995 e il 2000, le esportazioni di prodotti assemblati in Messico sono triplicate e il tasso di crescita del settore è stato di circa un nuovo stabilimento al giorno. Alla fine del ventesimo secolo, l'industria rappresentava il 25% del prodotto interno lordo del Messico e il 17% dell'occupazione messicana totale.

### Globalizzazione
Le maquiladoras in Messico sono in declino dal 2000. Secondo fonti federali, circa 529 maquiladoras hanno chiuso e gli investimenti in impianti di assemblaggio sono diminuiti dell'8,2 per cento nel 2002 dopo l'imposizione di dazi compensativi sui prodotti cinesi, non disponibili in Nord America, che facevano parte della filiera dell'elettronica. Nonostante il declino, esistono ancora oltre 3.000 maquiladoras lungo il confine tra Stati Uniti e Messico lungo 2.000 miglia, che danno lavoro a circa un milione di lavoratori e importano più di 51 miliardi di dollari di forniture in Messico. La ricerca indica che la crescita post-NAFTA delle maquiladoras è collegata ai cambiamenti nei salari messicani rispetto a quelli in Asia e negli Stati Uniti e alle fluttuazioni della produzione industriale statunitense. Nel 2006, le maquiladoras rappresentavano ancora il 45% delle esportazioni messicane.

## Donne

### Ingresso delle donne nella forza lavoro
Le donne sono entrate nella forza lavoro in Messico in gran numero nella seconda metà del XX secolo. Le svalutazioni del peso nel 1982 e nel 1994 hanno spinto molte donne messicane nella forza lavoro. Tra il 1970 e il 1995, il 18% in più di donne faceva parte della forza lavoro, e molte di queste donne lavoravano nelle fabbriche maquila. Le donne cercavano lavoro nelle fabbriche perché potevano trovarlo con poche credenziali e ricevere una formazione sul posto di lavoro. Agli uomini che lavoravano nelle maquilas venivano assegnati incarichi di supervisione, gestione, ingegneri e lavori tecnici, mentre le donne erano relegate a lavori poco qualificati. Le giovani donne tendevano ad essere assunte più spesso delle donne anziane, ma dipendeva dalle circostanze del lavoro e dal tipo di fabbrica. Tuttavia, le giovani donne single spesso finivano in fabbriche con migliori condizioni di lavoro, come gli stabilimenti di elettronica, mentre le donne anziane e le madri lavoravano in fabbriche di abbigliamento più pericolose.
La povertà è un fattore chiave che motiva le donne a lavorare nelle maquiladoras. Il salario minimo stabilito dal governo messicano è appena sufficiente per sostenere una famiglia anche con entrambi i genitori che lavorano. Il salario minimo "acquista solo circa un quarto dei beni di prima necessità essenziali per la famiglia di un lavoratore tipico". Le maquilas pagano a un tasso molto più alto del salario minimo nella maggior parte dei mercati poiché c'è molta concorrenza per i migliori lavoratori e i lavoratori non lavoreranno senza trasporti e altri bonus. Il salario minimo del 2015 era di 70,1 pesos al giorno a Tijuana (i salari minimi variano in base alla zona e alla classificazione dei lavoratori) o circa 0,55 dollari l'ora al tasso di cambio del 2016 di 16 pesos per dollaro, mentre la maggior parte delle posizioni di livello base nelle maquilas pagava più di 2 dollari l'ora inclusi i bonus e il 25% pagato alla previdenza sociale, all'alloggio e alla pensione. Anche nelle fabbriche maquila i salari sono ancora molto bassi e in molte famiglie i bambini sono incoraggiati a iniziare a lavorare in tenera età per sostenere la famiglia. In alcune maquiladoras, i lavoratori vengono tagliati e le loro responsabilità sono affidate a un solo lavoratore. A questi lavoratori non viene data una retribuzione più alta e ci si aspetta che mantengano la loro produzione senza una diminuzione della qualità. Spesso fanno straordinari involontari e non vengono pagati per il loro lavoro extra.

### Disuguaglianza di genere
Presumibilmente, alle donne non è permesso rimanere incinte mentre lavorano. Alcune maquilas richiedono alle lavoratrici di sottoporsi a test di gravidanza. Alcuni richiedono che le lavoratrici si dimettano se sono in stato di gravidanza. Le donne candidate devono sottoporsi a test di gravidanza e vengono assunte solo se non sono incinte, e le donne che rimangono incinte mentre lavorano nelle fabbriche maquila ricevono compiti più faticosi e costrette a fare straordinari non pagati per convincerle a dimettersi. The Humans Rights Watch ha scritto un rapporto nel 1996 sui fallimenti del governo nell'affrontare questo problema nonostante il fatto che i test di gravidanza violino il diritto del lavoro federale messicano. Queste pratiche sono continuate nel 21º secolo. Una volta sul posto di lavoro, molte donne subiscono molestie sessuali da parte dei supervisori e non trovano aiuto dalle risorse umane.
Molte donne sono ferite nelle maquilas. Il ritmo di lavoro intenso e la pressione sulla produzione elevata portano a lesioni tra cui dolori alla parte superiore della schiena, al collo e alle spalle. Molte maquilas non denunciano gli infortuni e i lavoratori non vengono risarciti per gli infortuni subiti sul lavoro. I rischi sul posto di lavoro includono sostanze chimiche tossiche e i luoghi di lavoro mancano di pratiche di salute e sicurezza come la ventilazione e le maschere facciali.

### Sindacalizzazione
I sindacati esistono nelle maquiladoras, ma molti sono sindacati charro, che sono sostenuti dal governo e non nell'interesse del lavoratore. I sindacati ufficiali screditano i lavoratori maquiladora definendoli "agitatori". I lavoratori che si lamentano possono essere licenziati e inseriti nella lista nera. Molti contratti sono solo per pochi mesi, consentendo alle aziende di avere un alto tasso di turn-over in cui i lavoratori non hanno mai la possibilità di organizzarsi per i propri diritti. Molti hanno cercato di organizzare sindacati indipendenti, ma spesso hanno fallito. Nel 1993, la federazione sindacale messicana, l'Authentic Labour Front e gli United Electrical Workers lavorarono insieme per migliorare le condizioni nella fabbrica della General Electric, ma fallirono perdendo un'elezione. Il Centro per gli studi sul lavoro (CETLAC - Center for Labor Studies) è stato aperto a metà degli anni '90 e ha lavorato per educare i lavoratori sui loro diritti e l'attivismo è diminuito alla luce della violenza contro le donne. A Juarez, tra il 1993 e il 2005, sono state assassinate più di 370 donne e nel 2010 altrettante 370. Una nuova ondata di proteste operaie è emersa nel 2015 a Juarez dove i lavoratori maquiladora hanno allestito accampamenti per protestare e chiedere sindacati indipendenti.

### Il caso Han Young
La Han Young maquiladora era uno stabilimento di Tijuana, MX, che produceva parti di automobili per Hyundai. Nel 1997, quella che era iniziata come una denuncia di un singolo lavoratore infortunato si è trasformata in un conflitto lungo anni in cui i dipendenti hanno protestato per il loro diritto a iscriversi al sindacato. La lotta ha messo alla prova l'accordo sindacale del NAFTA, ma nonostante gli sforzi dei lavoratori, non si è mai concluso nulla di concreto. Il caso è diventato sempre più politico e degno di nota col passare del tempo. Tuttavia, nonostante le varie udienze della NAO statunitense e l'organizzazione transnazionale dei diritti dei lavoratori, gli operai non sono mai stati in grado di iscriversi al sindacato. Al contrario, alla fine dei conflitti, tutti i lavoratori erano stati licenziati e la maquiladora era stata spostata dall'altra parte di Tijuana. Ciò a fronte di una sentenza del tribunale federale messicano secondo cui gli scioperi erano stati legali e in effetti la società aveva violato la legge.

## Effetti ambientali
Sia il governo degli Stati Uniti che quello messicano affermano di essere impegnati nella protezione dell'ambiente, ma le politiche ambientali non sono sempre state applicate nonostante il fatto che le maquilas devono essere certificate e fornire una dichiarazione di impatto ambientale. In Messico, la maggior parte delle maquiladoras sono global player (ossia imprese competitive su tutti i fronti in ambito internazionale) che utilizzano standard internazionali per il trattamento e lo smaltimento dei rifiuti che superano i requisiti messicani e che richiedono la riesportazione di tutti i rifiuti generati. L'accordo di La Paz firmato da Messico e Stati Uniti nel 1983 richiede che i rifiuti pericolosi creati dalle società statunitensi vengano trasportati negli Stati Uniti per lo smaltimento. Tuttavia, l'Agenzia statunitense per la protezione dell'ambiente (EPA) riferisce che solo 91 delle 600 maquiladoras situate lungo il confine tra Texas e Messico hanno restituito rifiuti pericolosi negli Stati Uniti dal 1987. Lo United States Geological Survey, lo stato della California e l'Imperial County Health Department, tra gli altri, hanno tutti affermato che il New River, che scorre da Mexicali, Baja California, Messico vicino al confine tra Messico e Stati Uniti nel Salton Sea della California, è "il fiume più sporco d'America". La presenza di rifiuti tossici nei paesi vicino alle fabbriche della maquila ha portato a conseguenze negative per la salute delle persone che vi abitano. Tra il 1988 e il 1992, 163 bambini a Juarez sono nati senza cervello a causa delle sostanze chimiche tossiche delle fabbriche.

### Miglioramento
Ci sono stati alcuni miglioramenti a livello aziendale della politica ambientale. All'inizio degli anni 2000, circa il 90% delle maquiladoras aveva ottenuto una certificazione ambientale. Questa spinta a migliorare la politica ambientale è stata guidata dal governo messicano, non dalle stesse compagnie internazionali. Il programma US-Mexico Border 2012 dell'EPA ha un ampio piano per aiutare con le questioni ambientali lungo quel confine.